# Línea 16 (Paraná)
Línea 16 es una línea de transporte urbano de pasajeros de la ciudad de Paraná, Argentina. El servicio está actualmente operado por la empresa Buses Paraná U.T.E. (Transporte Mariano Moreno S.R.L./ERSA Urbano).

## Historia
Comienza sus servicios el día domingo 8 de julio de 2018, esta línea reemplaza en zona sur al ramal rojo de la línea 2 y ramal blanco de la línea 8, en zona norte reemplaza a la línea 10, y en Barrio Hernandarias a las líneas 7 y 11-21.

## Recorridos
Nuevo recorrido vigente desde 20/01/2025.       Elimina trayecto por Antonio Crespo y Avda. José Hernández, reemplazando recorrido de Línea 3 por Avda. Don Bosco, Blas Parera, Fraternidad y José Rondeau. 

### Ramal Único: Barrio Parque Mayor - Barrio Hernandarias por Escuela de Policía
IDA: Desde Las Garzas y Villa Hernandarias, Las Garzas, Villa San Benito, Juan Garrigó, Bernardo O'Higgins, División de los Andes, Salvador Maciá, Av. Francisco Ramírez, Gualeguaychú, Bavio, Italia, Santa Fe, Av. Alameda de la Federación, Gardel, Colón, Av. Gral Francisco Ramírez, Arturo Toscanini, Francisco Soler, Fraternidad, 3 de Febrero, Av. Don Bosco, Av. Blas Parera, Antonio Crespo, F. Aldama hasta Dr. Ferreyra Bertozzi.
VUELTA: Desde F. Aldama y Dr. Ferreyra Bertozzi, Dr. Ferreyra Bertozzi, Carlos Roustan, Antonio Crespo, Av. Blas Parera, Fraternidad, Rondeau, Av. Don Bosco, 3 de Febrero, Fraternidad, Nogoyá, Juan de Garay, Córdoba, Libertad, España, 25 de Mayo, Av. Pascual Echagüe, Av. Francisco Ramírez, Marcos Sastre, División de los Andes, Bernardo O'Higgins, Juan Garrigó, Villa San Benito, Las Garzas hasta Villa Hernandarias.
- Longitud: 26,3km

### Flota
A junio de 2021, cuenta con cuatro unidades, es decir, funcionando a un 50% de lo que funcionaba antes de la Pandemia de COVID-19.
- Interno 23: Metalpar Tronador II sobre Mercedes-Benz OF1418 (Modelo 2011)
- Interno 2901: Metalpar Tronador II sobre Mercedes-Benz OF1418 (Modelo 2013)
- Interno 3826: Metalpar Tronador III sobre Volkswagen 17.230-OD (Modelo 2018)
- Interno 3830: Metalpar Tronador III sobre Volkswagen 17.230-OD (Modelo 2018)

## Puntos de Interés dentro del recorrido
- Barrio Parque Mayor
- Unidad Penal de Hombres N° 1 "Juan José O'Connor"
- Unidad Penal de Mujeres N° 6 "Concepción Arenal"
- Estadio Pedro Mutio (Club Atlético Paraná)
- Planta Obras Sanitarias Municipal
- Cinco Esquinas - Anexo Municipalidad
- Hospital San Martín
- Casa de Gobierno
- Plaza Alvear
- Hospital Materno Infantil San Roque
- Plaza 1.º de Mayo
- Sede Rectorado UADER
- Club Don Bosco
- Escuela Hogar "Eva Perón"
- Escuela de Oficiales de la Policía de Entre Ríos "Dr. Salvador Maciá"

## Paradas
Horarios actualizados a febrero de 2024, Paradas actualizadas a enero de 2025 
IDA:
- 01 - Las Garzas y Villa Hernandarias (B° Parque Mayor)
- 02 - Las Garzas y Villa San Benito
- 03 - Villa San Benito y La Picada
- 04 - Juan Garrigó entre Villa San Benito y Villa Oro Verde
- 05 - Juan Garrigó y Miguel David
- 06 - Juan Garrigó y Bernardo O'Higgins
- 07 - Bernardo O'Higgins y Dr. Juan A. Godoy
- 08 - Bernardo O'Higgins y Liga de los Pueblos Libres
- 09 - Bernardo O'Higgins y División Los Andes
- 10 - División Los Andes y Banda Oriental
- 11 - División Los Andes y Vicecomodoro Falconier
- 12 - División Los Andes y Provincias Unidas
- 13 - División Los Andes entre Int. Lino Churruarín y Cnel. Díaz
- 14 - División Los Andes y Santos Domínguez
- 15 - División Los Andes y Reynaldo Ross
- 16 - División Los Andes y Alejandro Aguado (Plaza Mujeres Entrerrianas - ex Predio Hipódromo)
- 17 - Gdor. Maciá y Ruperto Pérez (Estadio Club Atl. Paraná)
- 18 - Gdor. Maciá y Jujuy
- 19 - Avda. Francisco Ramírez al 2800-2900 a 20mts. de Gdor. Maciá
- 20 - Avda. Francisco Ramírez y Dean J. Álvarez (Colegio Cristo Redentor - Sede Obras Sanitarias Municipal)
- 21 - Gualeguaychú entre Cura Álvarez y Adolfo Alsina
- 22 - Gualeguaychú entre Pascual Palma y Pte. Juan D. Perón  (Hospital General San Martín)
- 23 - Gualeguaychú entre Pte. A. Illia y Pte. H. Yrigoyen
- 24 - Gualeguaychú y 9 de Julio
- 25 - Gualeguaychú entre Peatonal Gral. San Martín y Monte Caseros
- 26 - Italia y Perú (club Recreativo)
- 27 - Santa Fe y 25 de Junio
- 28 - Santa Fe entre N. Laprida y De La Puente (Casa de Gobierno/Tribunales)
- 29 - Carlos Gardel entre Buenos Aires y Peatonal Gral. San Martín (Plaza Alvear)
- 30 - Colón y San Juan
- 31 - Colón entre La Rioja y San Luis (Hospital Infantil San Roque - 100mts.)
- 32 - Colón y Misiones
- 33 - Avda. Francisco Ramírez y Vicente Del Castillo
- 34 - Avda. Francisco Ramírez y Arturo Toscanini (Sede Rectorado UADER)
- 35 - Arturo Toscanini y Francisco Soler
- 36 - Fraternidad y 3 de Febrero
- 37 - 3 de Febrero y Cnel. Juan Pringles
- 38 - Avda. Don Bosco y Paula Albarracin de Sarmiento
- 39 - Avda. Don Bosco y José Ramos (Escuela Hogar)
- 40 - Avda. Don Bosco y José Mármol
- 41 - Avda. Don Bosco y Austria
- 42 - Avda. Don Bosco y Raúl Zaccaro
- 43 - Avda. Don Bosco y H. de Magallanes
- 44 - Blas Parera y Álvar Núñez C. de Vaca
- 45 - Blas Parera y 19 de Abril
- 46 - Blas Parera y Fraternidad
- 47 - Blas Parera y Martín Fierro
- 48 - Blas Parera y Antonio Crespo
- 49 - Aldama y Dr. Ferreyra Bertozzi - B° Hernandarias

VUELTA:
- 01 - Dr. Ferreyra Bertozzi y Aldama (Barrio Hernandarias)
- 02 - Dr. Ferreyra Bertozzi entre Carlos Roustan y Arturo Guastavino
- 03 - Antonio Crespo y Blas Parera
- 04 - Blas Parera y Martín Fierro
- 05 - Fraternidad y Sosa Loyola
- 06 - Fraternidad y José Rondeau (Escuela de Oficiales de la Policía de Entre Ríos "Dr. Salvador Maciá")
- 07 - José Rondeau y Jose I. Vera
- 08 - José Rondeau y Álvar Núñez C. de Vaca
- 09 - Avda. Don Bosco y Juan Lavalleja
- 10 - Avda. Don Bosco y José Mármol
- 11 - Avda. Don Bosco entre José Ramos y Ayacucho (Escuela Hogar)
- 12 - Avda. Don Bosco y Paula Albarracin de Sarmiento
- 13 - 3 de Febrero y Cnel. Juan Pringles
- 14 - 3 de Febrero y Fraternidad
- 15 - Fraternidad y Sudamérica
- 16 - Fraternidad y Avda. Francisco Ramírez
- 17 - Nogoyá y San Luis
- 18 - Nogoyá y San Juan
- 19 - Garay y Buenos Aires (Sanatorio Privado La Entrerriana)
- 20 - Garay y Córdoba
- 21 - Córdoba y Narciso Laprida (Casa de Gobierno/Tribunales/Consejo de Educación)
- 22 - Córdoba y 25 de Junio
- 23 - España e Italia
- 24 - 25 de Mayo y 9 de Julio
- 25 - 25 de Mayo y Pte. Arturo Illia
- 26 - Avda. Echagüe entre Pte. H. Yrigoyen y Pascual Palma
- 27 - Avda. Echagüe entre Cura Álvarez y Antártida Argentina (Plaza Pellegrini - 200mts. Terminal de Ómnibus)
- 28 - Avda. Francisco Ramírez entre E. Carbó y Monseñor Van Damme (Plaza Manuel Belgrano - Colegio Cristo Redentor)
- 29 - Avda. Francisco Ramírez al 2800-2900 a 20mts. de Bvard. Racedo
- 30 - Avda. Francisco Ramírez y Victoriano Montes
- 31 - Marcos Sastre y Ruperto Pérez (Unidad Penal Masculina N°1 y Unidad Penal Femenina N°6)
- 32 - Marcos Sastre y División Los Andes
- 33 - División Los Andes entre Provincias Unidas y Vicecomodoro Falconier
- 34 - División Los Andes y Sgto. Mario Cisneros
- 35 - División Los Andes y Bernardo O'Higgins
- 36 - Bernardo O'Higgins y Florida
- 37 - Bernardo O'Higgins y Liga de los Pueblos Libres
- 38 - Bernardo O'Higgins y Dr. Juan A. Godoy
- 39 - Bernardo O'Higgins y Juan Garrigó
- 40 - Juan Garrigó y Juez Lothringer
- 41 - Juan Garrigó y Miguel David
- 42 - Juan Garrigó y Villa San Benito
- 43 - Villa San Benito y La Picada
- 44 - Villa San Benito y Las Garzas
- 45 - Las Garzas y Villa Hernandarias - B° Parque Mayor